# Whitehall Stadium
Das Whitehall Stadium ist ein Fußballstadion im irischen Whitehall, einem Vorort der Hauptstadt Dublin, an der Grenze zum nördlichen Stadtteil Drumcondra. Der Fußballclub Home Farm FC (Leinster Senior League) ist Eigentümer und seit der Eröffnung 1989 hier beheimatet, nachdem der Shelbourne FC ihre bisherige Spielstätte, den Tolka Park, gekauft hatte.

## Spiel der U-16-Fußball-Europameisterschaft 1994 in Whitehall
Das Whitehall Stadium war eines von insgesamt 14 Stadien der Europameisterschaft.
- 28. April 1994, Gruppe B:  Portugal –  Tschechien 2:0

## Spiele der U-17-Fußball-Europameisterschaft 2019 in Whitehall
Mit 2500 Plätzen war das Stadion in Whitehall die kleinste der sieben Spielstätten der EM. Zur Europameisterschaft bot es 1800 Plätze. Es zählt, wegen der Nähe, zu den Dubliner Stadien.
- 4. Mai 2019, Gruppe C:  Island –  Russland 3:2 (3:0)
- 7. Mai 2019, Gruppe C:  Island –  Ungarn 1:2 (0:1)
- 9. Mai 2019, Gruppe B:  Schweden –  England 1:3 (1:1)